# Chlorpikrin
Chlorpikrin, auch bekannt als Nitrochloroform oder Trichlornitromethan (IUPAC), ist ein chemischer Kampfstoff aus der Gruppe der Lungenkampfstoffe. Er wurde im Ersten Weltkrieg vornehmlich unter der Bezeichnung Grünkreuz-1 eingesetzt. Mit Inkrafttreten der Chemiewaffenkonvention ist sein Einsatz als Kampfstoff seit 1997 verboten. Chlorpikrin wird als antimikrobielles Breitbandmittel, Fungizid, Herbizid, Insektizid und Nematizid genutzt. Die chemische Summenformel lautet Cl3CNO2. Der französische Trivialname von Chlorpikrin ist Aquinite, der britische Trivialname PS (Port Sunlight).

## Geschichte
Chlorpikrin wurde 1848 durch den britischen Chemiker John Stenhouse bei der Umsetzung von Chlorkalk mit Pikrinsäure entdeckt.
Ursprünglich eingeführt wurde dieser Kampfstoff von der russischen Armee, doch die deutsche zog bald nach. Chlorpikrin wurde im Gaskrieg während des Ersten Weltkrieges unter anderem als Kampfstoff Grünkreuz-1 in Munition für verschiedene deutsche Kanonen, Haubitzen und Mörsern eingesetzt und kam Mitte 1916 zum ersten Mal zum Einsatz. 
Nach Angaben der US-amerikanischen Regierung setzen russische Streitkräfte den Kampfstoff im Russisch-Ukrainischen Krieg ein. Die russische Regierung wies den Vorwurf von sich. Während der Kursk-Offensive 2024 erhob die Ukraine den gleichen Vorwurf. Im Juli 2025 erklärten der Bundesnachrichtendienst und die niederländischen Nachrichtendienste MIVD und AIVD, dass Russland seinen Einsatz von Chlorpikrin in der Ukraine noch einmal verstärkt habe.

## Eigenschaften
Chlorpikrin ist eine farblose, leicht ölige und flüchtige Flüssigkeit von durchdringendem Geruch und hohem Dampfdruck. Die Dampfdruckfunktion ergibt sich nach Antoine entsprechend log10(P) = A−(B/(T+C)) (P in bar, T in K) mit A = 4,35889, B = 1506,333 und C = −39.369 im Temperaturbereich von 247,7 bis 385,1 K. Die Verbindung ist wenig wasserlöslich. Chlorpikrin kann beim Destillieren explodieren.

## Herstellung
Chlorpikrin ist durch Reaktion von Nitromethan mit Natriumhypochlorit zugänglich.
{\displaystyle {\ce {H3CNO2 + 3 NaOCl -> Cl3CNO2 + 3 NaOH}}}

## Zivile Verwendung und Rechtseigenschaften
Chlorpikrin wird zur Desinfektion verwendet und in der Agrarwirtschaft als Pestizid um Böden und Samen zu sterilisieren.
Die Verwendung unterliegt diversen regulatorischen Beschränkungen. So ist beispielsweise die Verwendung in kosmetischen Mitteln durch Verordnung (EG) Nr. 1223/2009 gänzlich verboten und die Rückstandshöchstgehalte in Lebens- und Futtermitteln sind durch Verordnung (EG) Nr. 396/2005 zur Sicherstellung eines hohen Verbraucherschutzes festgelegt. Im Ausführungsgesetz zum Chemiewaffenübereinkommen (CWÜAG) werden Beschränkungen bei der Einfuhr, Ausfuhr und Durchfuhr von Chlorpikrin getroffen.

## Biologische Bedeutung
Chlorpikrin ruft beim Menschen Hautblasen hervor und führt zu Augenreizungen sowie Atembeschwerden, die wiederum, je nach aufgenommener Menge, zum Ersticken führen. Spezifisch für eine Lungenkampfstoffvergiftung ist die Ausbildung eines toxischen Lungenödems, das von Atemnot, grobblasigen Atemgeräuschen und schaumig-rotem Auswurf begleitet wird. Der Leidtragende ist ängstlich, hat Brustschmerzen und zeigt Anzeichen eines drohenden Schocks. Da die Symptome über Stunden verzögert auftreten können, muss die mögliche Aufnahmezeit beachtet werden. Die Vergiftungen können zu schweren Erkrankungen und zum Tod durch Ersticken führen. Schon 0,12 g pro m³ Luft sind lebensgefährlich.
Wie bei allen Lungenkampfstoffen bietet eine Filtermaske für begrenzte Zeit ausreichenden Schutz. Zur Dekontamination haben sich alkoholische Natriumsulfidlösungen bewährt. Es entstehen dabei Kohlen- und Stickstoffoxide sowie einige ungefährliche Schwefelverbindungen.